# 麥迪遜縣 (愛荷華州)
麥迪遜縣（英語：Madison County）是美國愛荷華州南部的一個縣。面積1,456平方公里。根據美國2000年人口普查，共有人口14,019。縣治温特塞特。
縣名是紀念第四任總統詹姆斯·麥迪遜。美國影星約翰·韋恩在這裡出生，而小說《麥迪遜之橋》的背景也發生在本縣。